# Moenkhausia ovalis
Moenkhausia ovalis är en fiskart som först beskrevs av Günther, 1868.  Moenkhausia ovalis ingår i släktet Moenkhausia och familjen Characidae. Inga underarter finns listade i Catalogue of Life.